# Domenico Puccini
Pour les articles homonymes, voir Puccini (homonymie).
Domenico Vencenzo Maria Puccini (né le 5 avril 1772 dans la république de Lucques et mort le 25 mai 1815 à Lucques) est un compositeur italien. 

## Biographie
Domenico Puccini est le fils d'Antonio Puccini (1747-1832) qui lui a donné ses premières leçons de musique. Dominico a été ensuite l'élève de Mattei à Bologne et de Giovanni Paisiello à Naples. Il retourne à Lucques comme directeur de la Cappella di Camera (1806-1809) puis de la chapelle municipale (1811-1815). Il a composé surtout des opéras-comiques.
Son fils est Michele Puccini (1813-1864) et son petit-fils est Giacomo Puccini (1858-1924).

## Œuvres
- Le frecce d'amore, opéra pastoral (vers 1800)
- L'Ortolanella, o la Moglie capricciosa, farsa buffa (Lucques, 1800)
- Il Quinto Fabio, opera seria (Livourne, 1810)
- La Scuola dei tutori, farsa (Lucques, 1813)
- Il Ciarlatano, ossia I finti savoiardi, atto buffa (Lucques, 1815)
- 2 Symphonies
- Un concerto pour clavecin (ou piano)